# بوبي سميث (لاعب هوكي الجليد)
بوبي سميث (بالإنجليزية: Bobby Smith)‏ (و. 1958  م) هو لاعب هوكي الجليد، كندي.

## جوائز
حصل على جوائز منها:
- كأس ستانلي.

## روابط خارجية
- بوبي سميث على موقع دوري الهوكي الوطني (الإنجليزية)
- بوبي سميث على موقع قاعة مشاهير الهوكي (لاعب أن.إتش.أل) (الإنجليزية)
- بوبي سميث على موقع EliteProspects.com (الإنجليزية)
- بوبي سميث على موقع HockeyDB.com (الإنجليزية)
- بوبي سميث على موقع Hockey-Reference.com (الإنجليزية)